# Gravehill
Gravehill ist eine US-amerikanische Black-, Thrash- und Death-Metal-Band aus Anaheim, Kalifornien, die im Jahr 2001 gegründet wurde, sich kurz darauf wieder auflöste und seit 2006 wieder aktiv ist.

## Geschichte
Die Band wurde im Jahr 2001 gegründet und bestand aus drei Mitgliedern. Noch im selben Jahr erschien das erste Demo The Practitioners of Fell Sorcery. Kurz nach der Veröffentlichung löste sich die Band auf.
Im Jahr 2006 wurde die Band von Originalmitgliedern, dem Schlagzeuger Rhett „Thorgrimm“ Davis und dem Sänger Mike Abominator neu gegründet. Von 2007 bis 2009 veröffentlichte die Band über Enucleation Records die EP Metal of Death / The Advocation of Murder and Suicide und das Album Rites of Pentagram. Kurz nach Veröffentlichung des Albums löste sich Enucleation Records auf. Dadurch verlor das Label die Rechte an beiden Tonträgern, wodurch es Ibex Moon Records möglich war, diese als Kompilation kombiniert mit einer Live-DVD unter dem Namen Rites of the Pentagram / Metal of Death zu veröffentlichen. Im Sommer 2010 ging die Gruppe auf Tour durch die USA, wobei als neuer Gitarrist Matt „Hellfiend“ Harvey (Exhumed, Dekapitator, Repulsion) dabei war. 2011 spielte die Band auf dem Maryland Death Fest, um ihr Album When All Roads Lead to Hell zu bewerben, das bei Dark Descent Records erschienen war. Gegen Ende des Jahres ging es auf Tour durch die Westküste der Vereinigten Staaten zusammen mit Impiety. Im Jahr 2012 ersetzten die Gitarristen CC DeKill und Hell Messiah die bisherigen Mitglieder Matt Harvey und Bob „Bodybag Bob“ Babcock, da beide bereits zusammen mit Exhumed auf Tour waren. Etwas später stieß der Bassist Jason Thomas „J.T. Corpse“ Bumby hinzu. Im Jahr 2014 erschien das nächste Album Death Crusade. Hierauf sind unter anderem Kam Lee von Massacre sowie Eric Cutler und Chris Reifert von Autopsy als Gastmusiker zu hören. Scott Carlson von Repulsion war ebenfalls als Gastmusiker geplant, was jedoch terminlich nicht klappte.

## Stil
Laut Patrick Schmidt spiele die Band auf Death Crusade eine Mischung aus Thrash-, Black- und Death Metal. Laut dem Schlagzeuger Rhett „Thorgrimm“ Davis, der die Band als Death-Metal-Projekt versteht, im Interview mit Schmidt sei die Band durch Gruppen wie Slayer, Slaughter, Venom, Autopsy, Sodom, Hellhammer, Massacre, Celtic Frost und Death beeinflusst worden. Laut Robert Müller vom Metal Hammer spiele die Band auf der Kompilation Rites of the Pentagram / Metal of Death eine Mischung aus Thrash- und Black-Metal, wobei man Einflüsse von Bands wie Destruction und Venom heraus höre. Das Lied Decibel Ritual ordnete Müller dem Death Metal zu, während der Song A Celebration of Wounds Einflüsse aus dem Doom Metal aufweise.

## Diskografie
- 2001: The Practitioners of Fell Sorcery (Demo, Eigenveröffentlichung)
- 2007: Metal of Death (Demo, Metal Horde Records)
- 2008: Metal of Death / Advocation of Murder and Suicide (EP, Enucleation Records)
- 2009: Rites of the Pentagram (Album, Enucleation Records)
- 2010: Rites of the Pentagram / Metal of Death (Kompilation, Ibex Moon Records)
- 2011: When All Roads Lead to Hell (Album, Dark Descent Records)
- 2014: Death Curse (Album, Dark Descent Records)